# Provincie Modena
Modena (Provincia di Modena) je italská provincie v oblasti Emilia-Romagna. Sousedí na severu s provincií Mantova, na východě s provinciemi Ferrara a Bologna, na jihu s provinciemi Lucca a Pistoia a na západě s provincií Reggio Emilia. Před sjednocením Itálie bylo území současné provincie součástí vévodství Modena.

## Největší města
(Stav k 31. květnu 2005)
| Město                 | Obyvatelé |
| --------------------- | --------- |
| Modena                | 180 325   |
| Carpi                 | 64 056    |
| Sassuolo              | 41 668    |
| Formigine             | 31 126    |
| Castelfranco Emilia   | 27 473    |
| Mirandola             | 22 825    |
| Vignola               | 22 518    |
| Fiorano Modenese      | 16 477    |
| Maranello             | 16 248    |
| Pavullo nel Frignano  | 16 159    |
| Finale Emilia         | 15 349    |
| Soliera               | 14 110    |
| Nonantola             | 13 746    |
| Castelnuovo Rangone   | 12 859    |
| Spilamberto           | 11 321    |
| Novi di Modena        | 10 922    |
| San Felice sul Panaro | 10 459    |
| Castelvetro di Modena | 10 325    |